# Shenyang J-15
De Shenyang J-15, bijgenaamd vliegende haai, is een Chinees gevechtsvliegtuig voor gebruik vanaf vliegdekschepen van vliegtuigbouwer Shenyang. Het toestel is gebaseerd op de Russische Soechoj Soe-33 en gelijkwaardig aan de eerdere Shenyang J-11. De J-15 vloog voor het eerst in 2009 en werd vanaf 2013 geleverd aan de Marine van het Volksbevrijdingsleger.

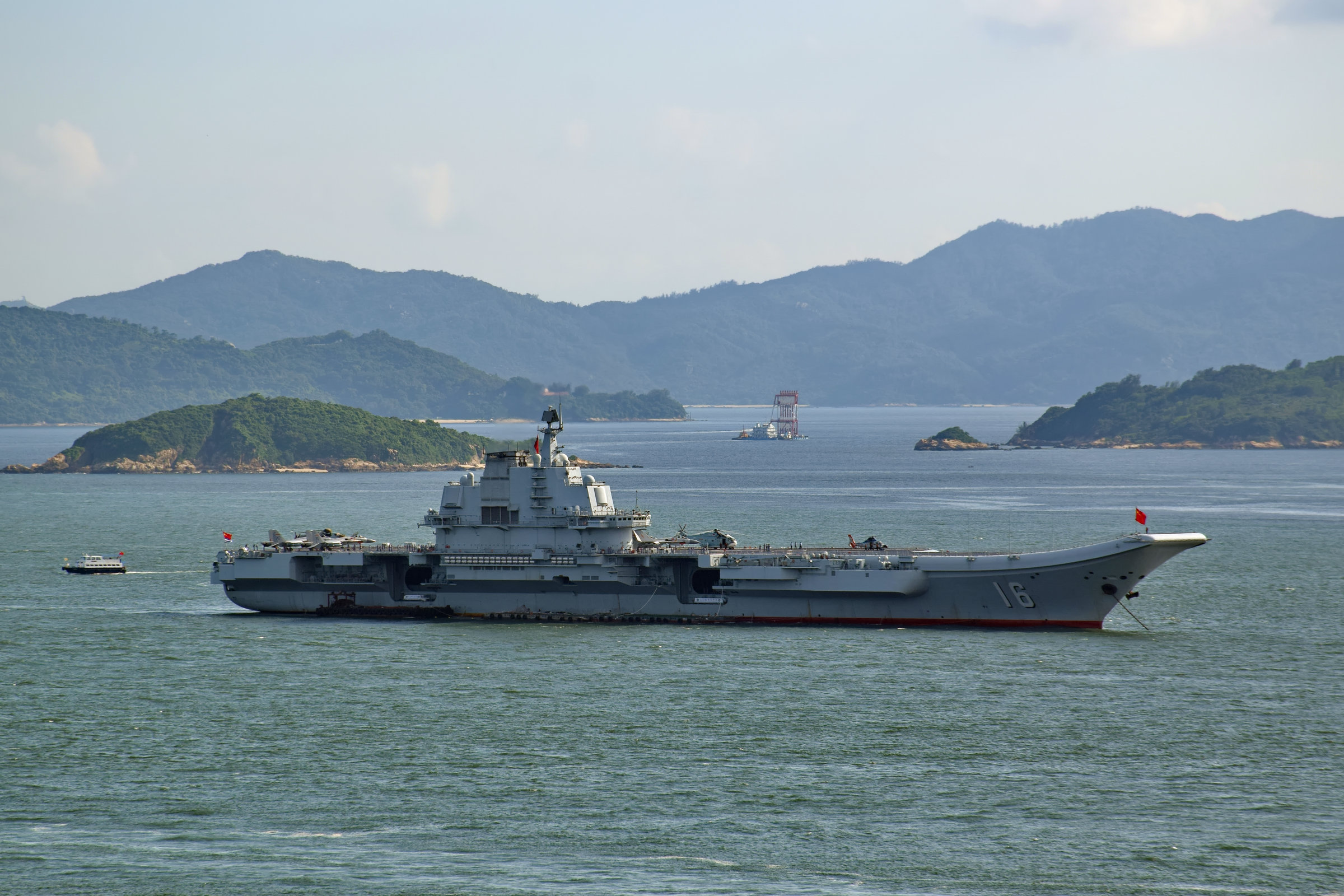
Het vliegdekschip Liaoning, waarvoor de J-15 werd ontwikkeld, nabij Hong Kong in juli 2017.

Rond 2001 wilde China Soe-33's aanschaffen voor haar eerste vliegdekschip, de Liaoning. Het wilde twee exemplaren kopen ter evaluatie, met een optie voor twaalf tot achtenveertig toestellen. De verdere onderhandelingen over de deal sprongen in 2006 af, toen uitkwam dat China op eigen houtje een eigen variant van de Soe-27 had ontwikkeld, de J-11B. Op basis van een van Oekraïne bekomen prototype van de Soe-33 en de eerder ontwikkelde J-11, werd vervolgens de J-15 ontwikkeld. Het toestel werd uitgerust met de Chinese motoren, AESA-radar en bewapening van de J-11.
Op 27 april 2016 stortte een J-15 neer tijdens gesimuleerde vliegdeklandingen. De piloot gebruikte zijn schietstoel, maar stierf later aan zijn verwondingen.
Hoewel de J-15 een groter bereik en capaciteit heeft, werd dit teniet gedaan door het opstijgen met behulp van een schans in plaats van met een katapult met te zwakke motoren en China's gebrek aan luchttankcapaciteit op zee. Tankvliegtuigen kunnen immers niet opereren vanaf vliegdekschepen met schans. Met meer dan twaalf ton wapens aan boord geraakt het niet van de schans. Als het volledig is volgetankt, kan het maar twee ton wapens meenemen. Zelfs in Chinese media werd de J-15 hierom bekritiseerd. Volgens Rusland is de J-15 inferieur aan de Soe-33, en is het goed mogelijk dat China later alsnog het Russische toestel zal moeten aankopen.